# Mister World
Mister World beziehungsweise Mr World ist ein internationaler Schönheitswettbewerb für Herren. Als Gegenstück zur Miss-World-Wahl konzipiert, wird der Wettbewerb seit 1996 von der Miss World Organization veranstaltet.
Die Schönheitskonkurrenz fand erstmals im September 1996 mit 50 Teilnehmern im türkischen Istanbul statt. Ursprünglich sollte die Veranstaltung wie die Miss-World-Wahl jährlich abgehalten werden. In der Vergangenheit wurde der Wettbewerb jedoch im Wechsel von zwei bis vier Jahren organisiert.
Wie bei der Miss-World-Wahl werden die Kandidaten i. d. R. in nationalen Wettbewerben (z. B. Mister Germany, Mister Austria) ermittelt. Die Wahl findet mehrere Wochen statt, in denen die Konkurrenten sich in Sport-, Talent- und Kochwettbewerben sowie Modenschauen messen müssen. Der Gewinner wird von einer international besetzten Jury während einer live ausgestrahlten Fernsehgala ermittelt und erhält neben Werbeverträgen einen blauen Schal. Wie bei der Miss-World-Wahl werden sporadisch Spezialpreise („Mr Personality“, „Mr Photogenic“, „Best Talent“) vergeben.
Die fünfte Mister-World-Wahl fand drei Wochen lang im März 2007 im chinesischen Sanya statt. Die 56 Kandidaten mussten an mehreren Wettbewerben in den Kategorien Stil, Stärke, Ausdauer und geistige Fähigkeiten teilnehmen. Neben einer Reihe von Sportarten (u. a. Einzel- und Teamwettbewerbe in Kraftsport, Klettern und Rafting) fanden beispielsweise auch Tests in den Disziplinen Kochen und Cocktailmixen statt. Das Finale wurde am 31. März live im Fernsehen in über 100 Länder ausgestrahlt und erreichte 1,4 Milliarden Zuschauer. Als „begehrenswertester Mann“ setzte sich der 25-jährige Fernsehschauspieler und Model Juan García Postigo (Mister Spanien 2006) durch, der unter anderem mit einer Glasskulptur geehrt wurde. Postigo reiste daraufhin als Botschafter für Wohltätigkeit und Umweltschutz ein Jahr um die Welt.
2010 fand der sechste Schönheitswettbewerb zum Mister World vom 11. bis 27. März 2010 im koreanischen Incheon statt. Der Gewinner wurde unter 74 Teilnehmern ermittelt und erhält Werbeverträge und ein Preisgeld in Höhe von 50.000 US-Dollar (ca. 36.535 Euro).

## Preisträger
| Jahr / Ort (Teilnehmerzahl) | Jahr / Ort (Teilnehmerzahl) | Sieger                          | Zweitplatzierter        | Drittplatzierter             |
| --------------------------- | --------------------------- | ------------------------------- | ----------------------- | ---------------------------- |
| 1996                        | Istanbul (50)               | Tom Nuyens                      | Gabriel Soto Borja-Diaz | Karahan Çantay               |
| 1998                        | Tróia (43)                  | Sandro Finoglio Speranza¹       | Germán Cardoso          | Gregory Rossi                |
| 2000                        | Crieff (32)                 | Ignacio Kliche Longardi         | Marcello Barkowski      | Dante Spencer                |
| 2003                        | London (38)                 | Gustavo Cabral Narciso Gianetti | Assaad Tarabay          | Fabien Hauquier²             |
| 2007                        | Sanya (56)                  | Juan García Postigo             | Lucas Gil               | Lejun Tony Jiang             |
| 2010                        | Incheon (74)                | Kamal Orlando Ibrahim           | Josef Karas             | Kenneth Okolie               |
| 2012                        | Kent (48)                   | Francisco Escobar               | Andrew Wolff            | Leo Delaney                  |
| 2014                        | Torbay (46)                 | Nicklas Pedersen                | Emmanuel Ikubese        | José Pablo Minor             |
| 2016                        | Southport (46)              | Rohit Khandelwal                | Fernando Álvarez        | Aldo Esparza                 |
| 2019                        | Manila (72)                 | Jack Heslewood                  | Fezile Mkhize           | Brian Arturo Fauier González |

¹ = 1997 belegte der Sieger Sandro Finoglio Speranza aus Venezuela beim Wettbewerb Manhunt International einen zweiten Platz.

² = 2006 belegte der Drittplatzierte Belgier Fabien Hauquier beim Wettbewerb Manhunt International einen zweiten Platz.

## Teilnehmer aus deutschsprachigen Ländern
| Jahr | Deutschland                                         | Österreich                                         | Schweiz |
| ---- | --------------------------------------------------- | -------------------------------------------------- | ------- |
| 1996 | Konrad Meyer                                        | Helmut Strebl                                      | –       |
| 1998 | Adrian Ursache (Mister Germany 1998)                | Andreas Sappl (Mister Austria 1997)                | –       |
| 2000 | Marcello Barkowski (2. Platz) (Mister Germany 2000) | –                                                  | –       |
| 2003 | Joachim Federer (Mister Germany 2002)               | Michael Schuller (Mister Austria 2002)             | –       |
| 2007 | Mark Wilke (Mister Deutschland 2005/06)             | Matthias Thaler (Semifinale) (Mister Austria 2005) | –       |
| 2010 | Michael Pichler (Semifinale)                        | –                                                  | –       |
| 2012 | Alessandro Izzo (Mister Germany 2011)               | –                                                  | –       |
| 2014 | –                                                   | Philipp Knefz (Mister Austria 2013)                | –       |
| 2016 | –                                                   | Fabian Kitzweger (Mister Austria 2015)             | –       |